# Silberhalstaube
Die Silberhalstaube (Columba trocaz), manchmal auch Madeirataube genannt, ist eine auf Madeira endemische Taubenart. Sie ähnelt der Lorbeertaube und Bolles Lorbeertaube, die in den Lorbeerwäldern der Kanarischen Inseln endemisch sind. Der Bestand beträgt etwa 7.000 Tiere, wobei der Schutz der Lorbeerwälder auf Madeira dem Bestand sehr förderlich war. Zu den größten Bedrohungen der Art zählen die Ratten, die überall auf Madeira verbreitet sind.
Die Silberhalstaube wird von der EU in Anhang I der geschützten Vogelarten geführt.

## Äußere Merkmale

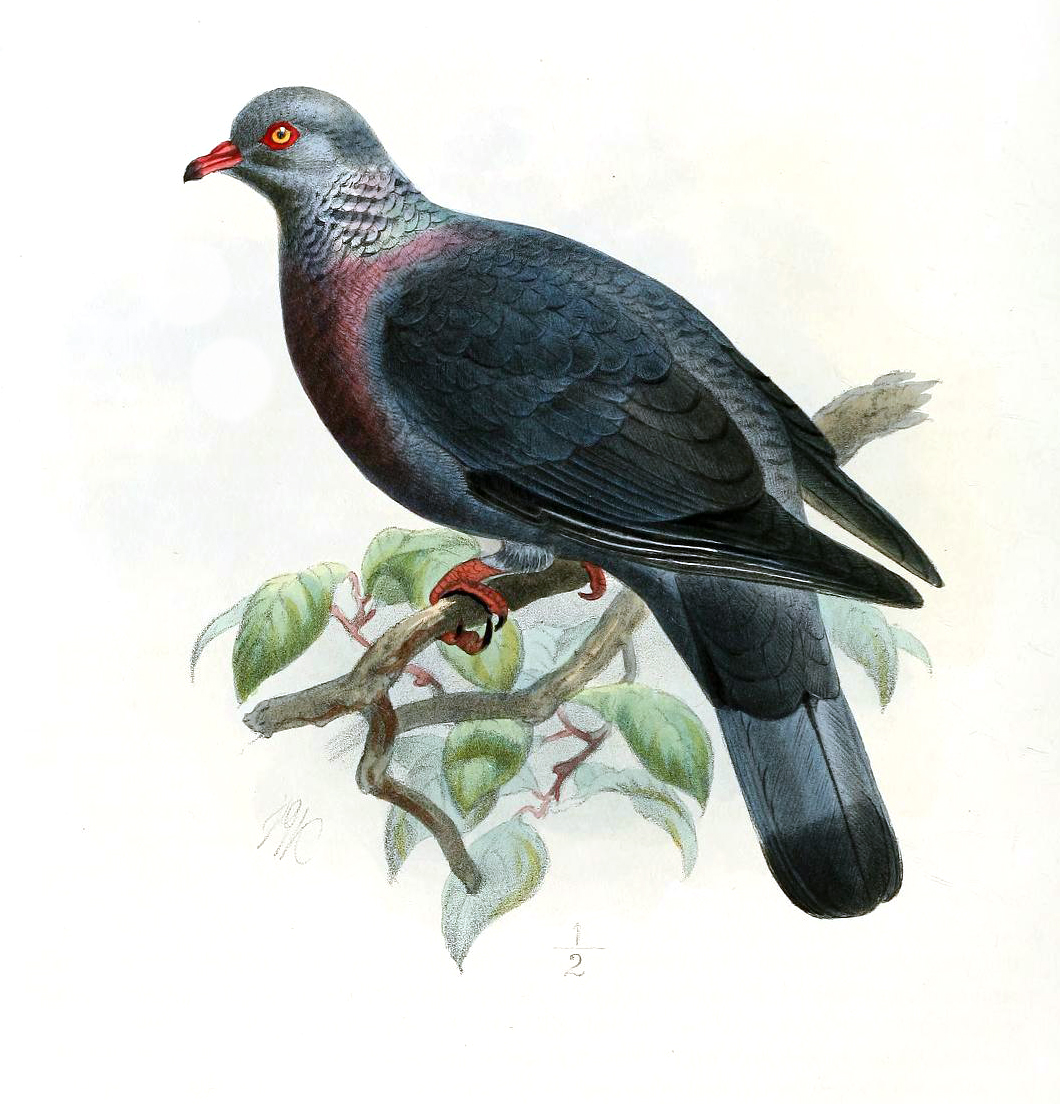
Silberhalstaube, Illustration

Die Silberhalstaube wird bis 42 Zentimeter lang. Die Männchen wiegen etwa 500 Gramm, die Weibchen dagegen nur 400 Gramm. Die Silberhalstaube ist damit etwas größer und plumper als eine Ringeltaube.
Die Silberhalstaube ist überwiegend dunkel gefärbt, ähnelt aber insgesamt der Ringeltaube sehr. Ihr fehlt allerdings das Weiß an den Schwingen. Die Brust hat einen purpurroten Schimmer. Am Hals hat sie silbrige Flecken und über den Schwanz zieht sich ein helles Querband. Der Schnabel ist beim erwachsenen Vogel orangerot, Jungvögeln braunrot, die Iris des Auges ist hellgelb, und die Beine sind karminrot. 

## Lebensraum und Verhalten

Verbreitungsgebiet (gelb) der Silberhalstaube

Die Silberhalstaube bewohnt die Lorbeerwälder in den Bergen im Norden Madeiras. Sie kommt allerdings auch in den Anbaugebieten auf Madeira vor und kann dort einigen Schaden anrichten. Die Brut ist nicht an eine Jahreszeit gebunden. Allerdings sind die meisten Gelege im Zeitraum März bis Mai zu finden. Es können bis zu vier Bruten im Jahr erfolgen. Das Gelege umfasst allerdings immer nur ein Ei. Das Nest findet sich in Bäumen, Gebüschen aber auch auf Felsenvorsprüngen.
Die Silberhalstaube ernährt sich von Früchten, vor allem von denen des Azoren-Lorbeers. Darüber hinaus frisst sie Sämereien, Gräser und Insekten.

## Haltung in menschlicher Obhut
Der Berliner Zoo hielt Silberhalstauben ab 1914 und konnte ab 1915 mit diesen Vögeln erfolgreich züchten. Die Zucht wurde erst 1945 beendet. Ansonsten gelingen Zuchten der Silberhalstaube nur sehr selten – vor dem langjährigen Erfolg des Berliner Zoos war die Zucht nur einmalig in 1908 gelungen.

## Belege